# میشل واتسون
میشل واتسون (انگلیسی: Michelle Watson؛ زادهٔ ۱۷ ژوئن ۱۹۷۶) بازیکن فوتبال اهل استرالیا است.
وی همچنین در تیم ملی فوتبال زنان استرالیا بازی کرده‌است.